# Miles Conway Moore

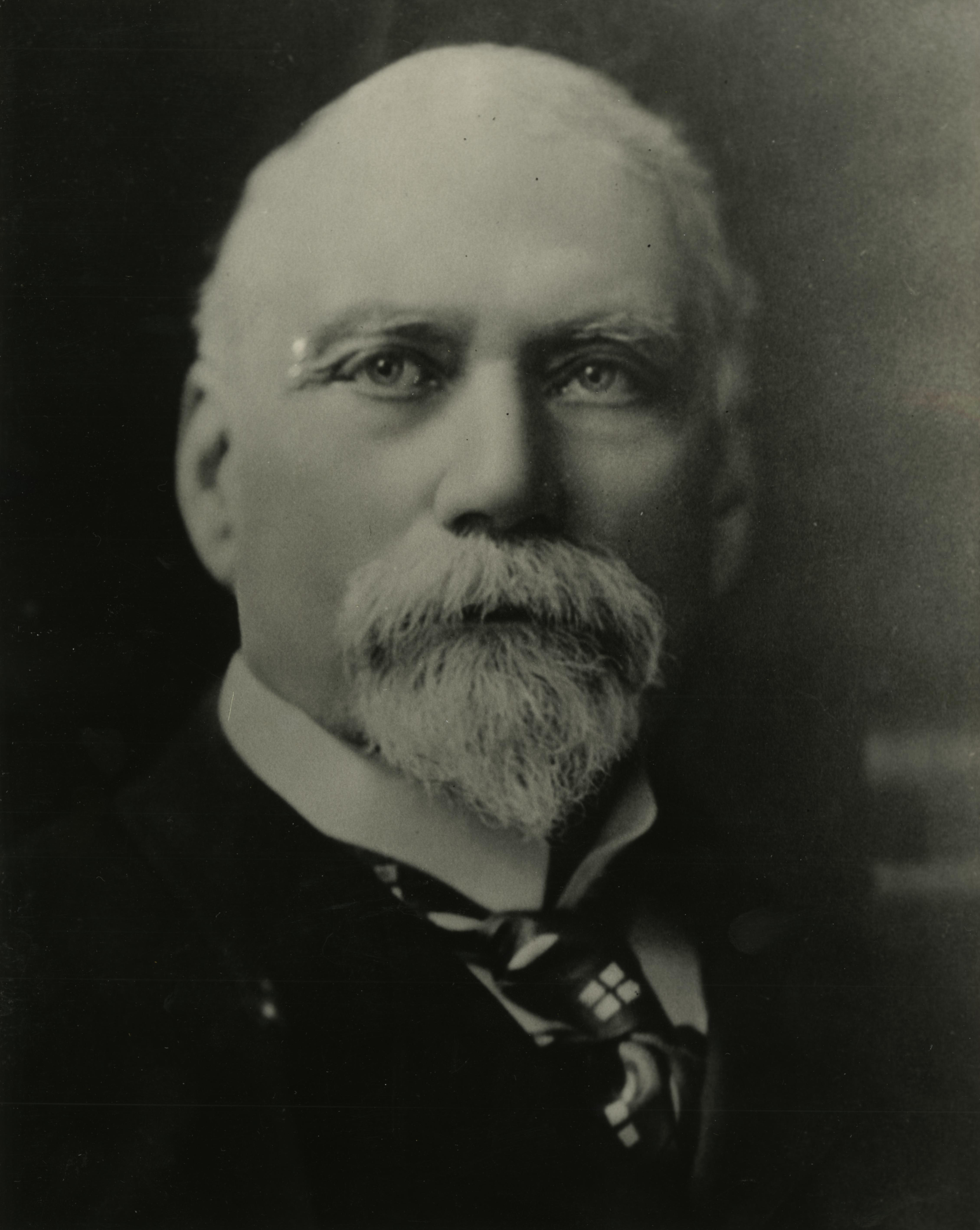
Miles Conway Moore

Miles Conway Moore (* 17. April 1845 in Rix Mills, Ohio; † 18. Dezember 1919 in Walla Walla, Washington) war ein US-amerikanischer Politiker und 1889 der 14. und letzte Territorialgouverneur im Washington-Territorium.

## Frühe Jahre
Im Alter von 12 Jahren zog Moore mit seiner Familie nach Wisconsin. Dort besuchte er sechs Jahre lang das Bronson Institute. In diesen Jahren hörte er von den Expeditionen in den Westen, von denen er fasziniert war. Daraufhin machte er sich selbst auf den Weg nach Westen. Über Montana gelangte er in das Washington-Territorium. In Walla Walla arbeitete er als Ladenangestellter. Ab 1869 war er bei der Handelsfirma Paine, Brothers & Moore beschäftigt, die mit allgemeinen Waren und landwirtschaftlichen Bedarfsgütern handelte. In der Folge wurde Moore zwei Mal in den Stadtrat von Walla Walla gewählt und im Jahr 1877 wurde er Bürgermeister dieses Ortes. Nach seiner einjährigen Amtszeit stieg er auch in den Getreidehandel ein.

## Territorialgouverneur
Nach dem Amtsantritt des neuen republikanischen Präsidenten Benjamin Harrison im März 1889 wurden alle Regierungsposten mit dessen Parteigängern besetzt. Dazu gehörten auch die Territorialgouverneure. In diesem Zusammenhang wurde auch Moore im April 1889 zum neuen Gouverneur ernannt. Seine Amtszeit war sehr kurz und ging nur bis zum November dieses Jahres. Zu diesem Zeitpunkt wurde der Staat Washington offiziell als Bundesstaat in die USA aufgenommen. Moore bereitete in den wenigen Monaten seiner Amtszeit den Übergang des Territoriums zu einem Bundesstaat mit vor. In dieser Zeit wurden die Städte Spokane, Seattle und Ellensburg durch Brände zerstört und der Gouverneur musste Hilfe aus dem gesamten Gebiet der Vereinigten Staaten und sogar aus dem Ausland anfordern.

## Weitere Lebenslauf
Nach dem Ende seiner Gouverneurszeit wurde Moore Vizepräsident der Baker-Boyer National Bank. Ab 1899 war er Präsident dieser Bank. Zwischen 1909 und 1912 war er Mitglied des Vorstands der American Bankers Association. Moore interessierte sich für die weitere Entwicklung seines Landes. Ab 1872 war Miles Moore mit Mary Elizabeth Baker verheiratet. Er starb im Dezember 1919.